# Дом Ф. И. Обжорина-Коротина
Дом Ф. И. Обжорина-Коротина — памятник градостроительства и архитектуры в историческом центре Нижнего Новгорода. Построен в 1866—1910 годах. Автор последней перестройки здания не установлен.
Расположенное в Нижегродском районе города, здание выходит главным фасадом на красную линию улицы Пискунова. Представляет ценность, как яркий образец архитектуры нижегородского модерна.

## История
История домовладения прослеживается со второй половины XIX века. В 1866 году для священника Алексеевской церкви Фирмана Тимофеевича Крутовского был выстроен первоначальный объём дома по проекту городского архитектора И. К. Кострюкова, имевший скромное архитектурное убранство. Уличный фасад здания членился двумя междуэтажными карнизами, а по второму этажу шёл линейный руст. Окна были украшены простыми рамочными наличниками. Лучковые сандрики окон второго этажа соединялись лепными вставками. 
В начале XX века дом перешёл в собственность купца Фёдора Ивановича Обжорина-Коротина. В 1910 году по заказу нового владельца здание было расширено за счёт пристроя с проездной аркой во двор. Тогда же главный фасад приобрёл единое архитектурное решение в стиле модерн. Автор проекта перестройки не установлен.

## Архитектура
Здание выстроено из кирпича, двухэтажное с полуподвалом и антресольным этажом, выступающая со двора часть — трёхэтажная. В плане имеет сложную конфигурацию. Главный фасад в 9 осей света состоит из двух частей, соединённых горизонталями венчающего карниза на кронштейнах (утрачены) с глухим парапетом, поясами и фризами. Восточная часть первоначального объёма 1866 года равномерно расчленена двумя рядами оконных проёмов, а также с помощью выступающих простенков и западающих подоконных и надоконных ниш. Входной проём данной части имеет фрамугу, а сверху над ним нависает небольшой балкон. Верхние части простенков декорированы  лепниной с растительным орнаментом характерного для модерна динамичного рисунка (рисунок имеет большое сходство с лепными элементами здания банка Рукавишниковых по улице Рождественской, построенного по проекту Ф. О. Шехтеля). 
В пристроенной западной части фасада расположен сквозной поезд, перекрытый сводами Монье, и акцентированный трёхцентровой аркой с нависающим трёхгранным эркером с прямоугольными проёмами в каждой грани и массивным аттиком криволинейного очертания, с характерными для модерна «ушами» и полуциркулярным проёмом (перестроен), служащим выходом на балкон. Повышенная и выделенная эркером и проездом часть здания играет активную роль в общей композиции и создаёт ярко выраженную, характерную модерну асимметрию. Между аркой проезда и старой частью дома сохранился парадный вход с оригинальной двустворчатой дверью. Данная часть фасада декорирована лепными вставками с растительным орнаментом.                                   